# 14 ذو الحجة
- السبت
- الأحد
- الاثنين
- الثلاثاء
- الأربعاء
- الخميس
- الجمعة

- 2624 مايو 2025
- 2725 مايو 2025
- 2826 مايو 2025
- 2927 مايو 2025
- 128 مايو 2025
- 229 مايو 2025
- 330 مايو 2025
- 431 مايو 2025
- 51 يونيو 2025
- 62 يونيو 2025
- 73 يونيو 2025
- 84 يونيو 2025
- 95 يونيو 2025
- 106 يونيو 2025
- 117 يونيو 2025
- 128 يونيو 2025
- 139 يونيو 2025
- 1410 يونيو 2025
- 1511 يونيو 2025
- 1612 يونيو 2025
- 1713 يونيو 2025
- 1814 يونيو 2025
- 1915 يونيو 2025
- 2016 يونيو 2025
- 2117 يونيو 2025
- 2218 يونيو 2025
- 2319 يونيو 2025
- 2420 يونيو 2025
- 2521 يونيو 2025
- 2622 يونيو 2025
- 2723 يونيو 2025
- 2824 يونيو 2025
- 2925 يونيو 2025
- 126 يونيو 2025
- 227 يونيو 2025

14 ذو الحجَّة أو 14 ذو الحجَّة الحرام أو يوم 14 \ 12 (اليوم الرابع عشر من الشهر الثاني عشر) هو اليوم التاسع والثلاثون بعد الثلاثمائة (339) من أيَّام السنة (أو الأربعون بعد الثلاثمائة لو كان شهر رمضان مُتممًا لليوم الثلاثين أو الحادي والأربعون بعد الثلاثمائة لو أتم كلاً من صفر وربيع الآخر وجمادى الآخرة وشعبان ورمضان ثلاثين يوماً) وفق التقويم الهجري القمري (العربي). يبقى بعده 15 أو 16 يومًا لانتهاء السنة.

## أحداث
- 317 هـ - القرامطة يدخلون مكة بزعامة أبي طاهر القرمطي، فقتلوا من الناس خلقاً كثيرا ـ ومنهم أبو سعيد البردعي شيخ الحنفية ـ واعتدوا على الكعبة، وأخذوا أستاراها وبابها، وأخذوا الحجر الأسود، وفعلوا الكثير من الجرائم والمنكرات.
- 529 هـ - مقتل دبيس بن صدقة بن منصور بن دبيس بن علي الأسدي صاحب الحلة على يد بعض مماليك السلطان مسعود بن محمد بن ملكشاه السلجوقي لأسباب اختلف فيها.
- 588 هـ - ملك النمسا ليوبولد الخامس يسجن ملك إنجلترا ريتشارد الأول وهو في طريقه إلى منزله في إنجلترا وذلك بعد توقيعه لمعاهدة مع صلاح الدين الأيوبي لإنهاء الحملة الصليبية الثالثة.
- 1080 هـ - الصدر الأعظم للدولة العثمانية فاضل أحمد باشا الكوبريللي يغادر جزيرة كريت بعد فتح قلعة "كاندية" الحصينة، وقد قضى الوزير في الجزيرة أثناء المعارك بصورة دائمة 3 سنوات ونصف سنة، منها شهور تحت سطح الأرض في فصل الشتاء.
- 1182 هـ - الجيش الروسي يحاصر قلعة خوتين الواقعة على نهر دنيسنز، والتي تعدّ المدخل الرئيسي لبولونيا التي كانت تابعة للدولة العثمانية، بَيْدَ أن الجيش العثماني استطاع تشتيت الجيش الروسي بعد يوم من الحصار.
- 1335 هـ - تولي الإمام الأكبر محمد أبو الفضل الجيزاوي مشيخة الجامع الأزهر، وهو الإمام الثامن والعشرون في سلسلة مشايخ الجامع الأزهر.
- 1381 هـ - تأسيس رابطة العالم الإسلامي في المؤتمر الذي عقد بمكة.
- 1383 هـ - تنجانيقا وزنجبار تتحدان لتكوين تنزانيا.
- 1399 هـ - بداية أزمة الرهائن الأمريكان، حيث احتجز 500 طالب إيؤاني 66 من طاقم سفارة الأميركية في طهران، وقد استمرت فترة الاحتجاز 444 يومًا وكانت مطالبهم استرداد الشاه محمد رضا بهلوي الذي يعالج في مستشفى في نيويورك.
- 1404 هـ - مؤتمر دول البحر المتوسط يوافق على مشروع مصري باعتبار البحر المتوسط منطقة منزوعة السلاح النووي.
- 1408 هـ -
  - السلطات الإسرائيلية تبعد الدكتور محمد صيام رئيس الجامعة الإسلامية في غزة.
  - الأردن يلغي خطة للتنمية في الضفة الغربية بقيمة 1.3 مليار دولار.
- 1423 هـ - مظاهرات عالمية للتنديد بالحرب على العراق جمعت ما بين 10 ملايين و15 مليون شخص في أكثر من 600 مدينة.

## مواليد
- 1320 هـ - محمود أحمد السيد، كاتب روائي وصحفي ومترجم عراقي.
- 1321 هـ - أنطون سعادة، سياسي ومفكر لبناني ومؤسس الحزب السوري القومي الاجتماعي.
- 1360 هـ - الحسن واتارا، رئيس ساحل العاج.
- 1369 هـ - مشيرة إسماعيل، ممثلة مصرية.
- 1394 هـ - أميرة فتحي، ممثلة مصرية.
- 1397 هـ - ميرنا وليد، ممثلة لبنانية تعيش في مصر.
- 1404 هـ - جواد أقدار، لاعب كرة قدم مغربي.
- 1407 هـ -
  - نهلة زكي، ممثلة مصرية.
  - فادي الشامي، ممثل سوري.
- 1408 هـ - هبة مجدي، ممثلة مصرية.
- 1412 هـ - محمد صلاح، لاعب كرة قدم مصري.

## وفيات
- 356 هـ - أبو الفرج الأصفهاني أديب مسلم مؤلف كتاب الأغاني.
- 529 هـ - دبيس بن صدقة بن منصور بن دبيس بن علي الأسدي، أمير الحلة.
- 1264 هـ - إبراهيم باشا، أمير وقائد عسكري والابن الأكبر لوالي مصر محمد علي باشا.
- 1324 هـ - علي الترك، شاعر وخطيب عثماني عراقي.
- 1342 هـ - سالم بوحاجب، قاض وإمام ومصلح تونسي.
- 1403 هـ - فايزة أحمد، مغنية وممثلة مصرية من أصل سوري.
- 1417 هـ - سيد مكاوي، ملحن مصري.
- 1434 هـ - أحمد بن عبد الله الدوغان، فقيه شافعي ومدرس ديني سعودي.

## وصلات خارجية
- موقع قصة الإسلام: حدث في شهر ذو الحجَّة.